# Аль-Мумтахана
Аль-Мумтахана (араб. الممتحنة — Испытуемая) — шестидесятая сура Корана. Сура мединская.  Состоит из 13 аятов.

## Содержание
Сура начинается с запрещения верующим вступать в дружбу с многобожниками, поскольку они упорствовали в своем неверии и изгнали посланника Аллаха и верующих из родных мест в Мекке. В суре указывается на то, что многобожники питают скрытую вражду к верующим. Эта вражда не замедлит себя проявить, если у них будет возможность взять над ними верх.
Затем речь в суре идет об Ибрахиме и его последователях, которые являются прекрасным примером для верующих. Потом в суре указывается на то, к кому из иноверцев мусульманам разрешается проявлять дружелюбие, а к кому запрещается.

О те, которые уверовали! Не берите врага Моего и врага вашего своим покровителем и помощником. Вы открываетесь им с любовью, хотя они не веруют в истину, которая явилась вам. Они изгоняют Посланника и вас за то, что вы веруете в Аллаха, вашего Господа. Если вы выступили, чтобы сражаться на Моём пути и снискать Моё довольство, то не питайте к ним любви в тайне. Я знаю то, что вы скрываете, и то, что вы обнародуете. А кто из вас поступает так, тот сбился с прямого пути. ۝ Если они случайно встретятся с вами, то они окажутся вашими врагами, будут вредить вам своими руками и языками и захотят, чтобы вы стали неверующими. ۝ Ни ваши родственники, ни ваши дети не помогут вам. В День воскресения Он рассудит между вами. Аллах видит то, что вы совершаете.
—  60:1—4 (Кулиев)